# PSR B1620-26
PSR B1620-26 je dvojhvězda nacházející se ve vzdálenosti 12 400 světelných let v kulové hvězdokupě Messier 4 v souhvězdí Štíra. Dvojhvězda se skládá z pulsaru (PSR B1620-26A) a bílého trpaslíka (WD B1620-26 nebo PSR B1620-26 B). Kolem této dvojhvězdy obíhá exoplaneta PSR B1620-26b.

## Historie
Existuje domněnka, že původně měla soustava PSR B1620-26 dalšího bílého trpaslíka s nižší hmotností, který byl vyhozen ze soustavy hvězd, když současná PSR B1620-26 B byla ještě v původním hvězdném systému. Tehdy byla PSR B1620-26 B ještě hvězdou hlavní posloupnosti se svojí planetou. Načež se planeta usadila na oběžné dráze okolo obou hvězd.
Trojitý systém se nachází kousek od jádra kulové hvězdokupy. Stáří hvězdokupy se odhaduje na přibližně 12,2 miliardy let. Tato doba je odhad pro zrod planety a obou hvězd.